# 23975 Akran
23975 Akran là một tiểu hành tinh vành đai chính với chu kỳ quỹ đạo là 1320.6588239 ngày (3.62 năm).
Nó được phát hiện ngày 12 tháng 2 năm 1998.